# Da Ming Hun Yi Tu

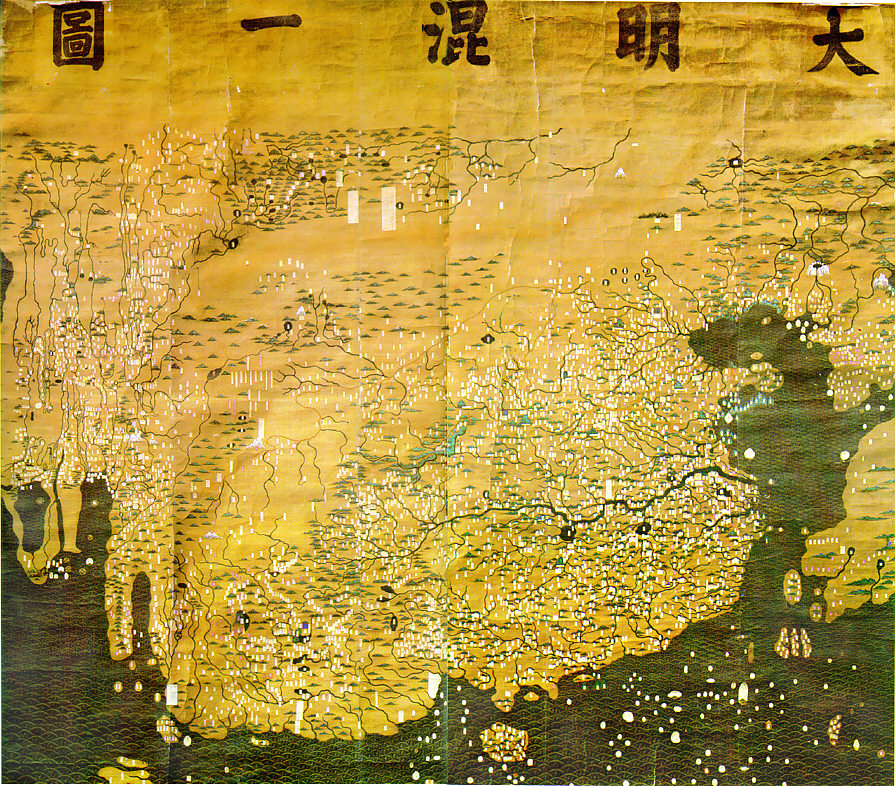
Da Ming Hun Yi Tu

Le Da Ming Hun Yi Tu, ou la carte amalgamée du grand empire Ming (chinois simplifié : 大明混一图; pinyin : dàmíng hùnyī tú ; mandchou : dai ming gurun-i uherilehe nirugan), est une carte du monde créée en Chine. Elle a été peinte en couleur sur une mousseline de soie et mesure 386 × 456 cm.
Sa date exacte de réalisation reste inconnue.
Des étiquettes écrites en mandchou ont été superposées au texte original écrit en chinois classique.
La carte, centrée sur la Chine, représente l'Ancien Monde, entre la Mongolie au nord et Java au sud et entre le Japon à l'est et l'Europe à l'ouest.